# Wierchniaja Zaimka
Wierchniaja Zaimka (ros. Верхняя Заимка) – wieś w Rosji, w Buriacji, w rejonie siewierobajkalskim. W 2010 liczyła 618 mieszkańców.